# The Thirteenth Chair (film fra 1919)
The Thirteenth Chair er en amerikansk stumfilm fra 1919 af Léonce Perret.

## Medvirkende
- Yvonne Delva som Helen O'Neil
- Creighton Hale som Willy Grosby
- Marie Shotwell som Madame LaGrange
- Christine May som Philip Mason
- Suzanne Colbert som Helen Trent